# Linebacker

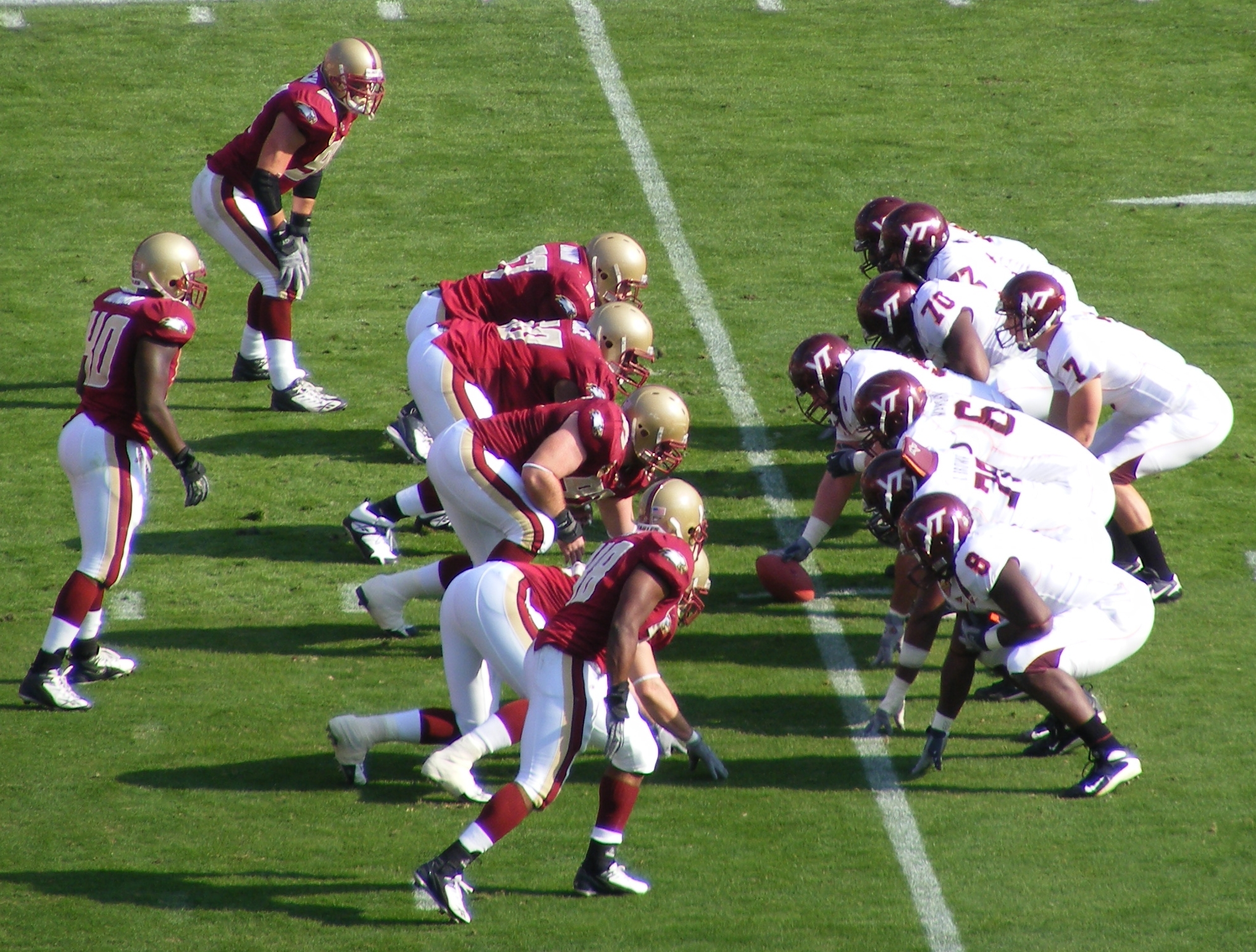
Dois linebackers (MLB & LLB), de vermelho, apoiando sua Linha defensiva enquanto o RLB, abaixo na direita, ameaça fazer a blitz.

Um Linebacker (LB) é uma posição do futebol americano e canadense, que foi inventada pelo treinador Fielding Yost da Universidade de Michigan. Linebackers são membros do time de defesa e se posicionam pelo menos 4 metros atrás da linha de scrimmage, atrás dos homens da linha defensiva. Linebackers normalmente se alinham antes do snap da bola, atacando os lados da linha ofensiva adversária. O objetivo do Linebacker é defender contra passes curtos, fazer tackles e atacar o quarterback adversário. 

## Tipos de linebackers

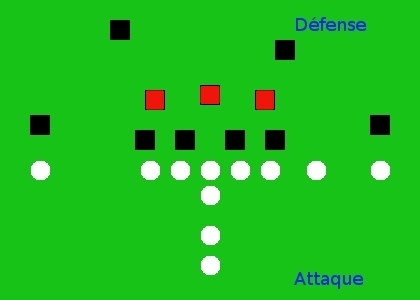
Os Linebacker na formação 4-3 da defesa.

Há vários tipos de linebackers: strongside, middle e weakside. Normalmente o strongside e o weakside são chamados de outside, e o do meio (middle) é chamado de  inside. Em várias formações e esquemas defensivos, os times não usam as designações strong e weakside e apenas os chamam de outside linebackers sendo chamados de right outside linebacker, os que ficam do lado direito, e de left outside linebacker, os quais ficam a esquerda. Esses termos são abreviados ROLB e LOLB quando listados no lineup. 

### Middle Linebacker (MLB)
Também chamado de "Mike" linebacker, o middle linebacker é também chamado de "quarterback da defesa", o capitão do time defensivo, e normalmente é o jogador mais habilidoso e essencial do corpo de linebackers. Na maioria das vezes é o middle linebacker que recebe as chamadas das jogadas, do treinador ou do coordenador de defesa e ele então passa a jogada ao restante do time e na NFL ele é o único jogador da defesa com o ponto eletrônico. O middle linebacker pode fazer a blitz (apesar de a função de fazer a blitz ser dos outside linebackers), ele faz a cobertura contra passes curtos e também exerce várias outras funções. Normalmente o middle linebacker é o líder em tackles de um time.

### Outside linebacker (OLB)
O outside linebacker trabalha nas laterais da formação. Eles protegem os chamados strongside e weakside, podendo ir para a blitz ou atacando o running back, fazendo tackles ou protegendo contra o passe curto.